# Ghiacciaio Kauffman
Il ghiacciaio Kauffman (in inglese Kauffman Glacier) è un ampio ghiacciaio lungo circa 12,5 km situato sulla costa di Black, nella parte orientale della Terra di Palmer, in Antartide. Il ghiacciaio, il cui punto più alto si trova  a circa 373 m s.l.m., fluisce verso est, partendo dal versante orientale del nunatak Singleton e scorrendo tra la penisola Foster, a sud, e la penisola Kvinge, a nord, fino a entrare nell'insenatura di Palmer, andando ad alimentare la piattaforma glaciale Larsen D.

## Storia
Il ghiacciaio Kauffman fu scoperto da alcuni membri del Programma Antartico degli Stati Uniti d'America di stanza alla base Est che nel 1940 esplorarono questa costa sia via terra che con ricognizioni aeree e fu completamente cartografato nel 1974 dallo United States Geological Survey sulla base di ulteriori ricognizioni effettuate dalla marina militare statunitense negli anni 1960. In seguito, esso fu così battezzato dal Comitato consultivo dei nomi antartici in onore di Thomas A. Kauffman, un biologo del Programma Antartico degli Stati Uniti d'America di stanza alla stazione Palmer nel 1973.